# Vesna
Vesna je žensko slavensko ime.

## Pozadina i značenje
Vesna je riječ za proljeće u više slavenskih jezika, a u novije vrijeme koristi se i za mitsko biće i pseudobožanstvo. Često je ime u Sloveniji, Hrvatskoj, Bosni i Hercegovini, Srbiji i Češkoj.

## Imendan
- 21. ožujka

## Varijacije
- srpski: Veca

## Poznati nositelji imena
- Vesna Parun
- Vesna Pisarović
- Vesna Pusić
- Vesna Vulović